# Aristide Barraud
Aristide Louis Félix Barraud (Saint-Cloud, 17 marzo 1989) è un ex rugbista a 15 francese il cui ruolo in carriera era quello di mediano d'apertura.

## Biografia
Nativo di Saint-Cloud, nella banlieue parigina, deve il suo nome ad Aristide Briand, umanista francese cui è intitolato un liceo di fronte al quale la madre di Barraud abitava.
Cresciuto a Châtenay-Malabry e, successivamente, a Massy, in quest'ultima cittadina dell'Île-de-France iniziò a praticare rugby a livello giovanile, prima di passare, a 17 anni, allo Stade français a Parigi.
Intraprese gli studi di storia, tecniche ed estetiche del cinema alla Sorbona e, dopo qualche in Top 14 con lo Stade Français, tornò a Massy per due stagioni, la prima in Fédérale 1 e la seconda in ProD2.
Dopo aver vinto un Sei Nazioni e un campionato mondiale con la Francia U-20, Barraud fu ingaggiato in Italia nel 2013 nelle file dei Lyons, formazione di Piacenza militante in serie A; dopo una sola stagione in Emilia fu acquistato dal Mogliano in Eccellenza.
Fu miglior marcatore del torneo 2014-15 con 235 punti nella stagione regolare.
Rimasto coinvolto negli attentati di Parigi del 13 novembre 2015, fu colpito da numerosi proiettili che gli procurarono lesioni a un polmone, una caviglia e il tendine di Achille sinistro, oltre che la frattura di cinque costole.
Una volta rientrato dalla convalescenza tentò di ritornare in campo ma le terapie affrontate per la guarigione si rivelarono incompatibili con il recupero a livello agonistico, che avrebbe potuto compromettere la vita stessa dell'atleta; per tale ragione Barraud annunciò il ritiro dalle competizioni il 27 aprile 2017 a 28 anni da poco compiuti.
Nell'ottobre del 2017 pubblica, per le Éditions du Seuil il libro Mais ne sombre pas nel quale racconta la sua storia. Nel settembre 2021 il suo libro è uscito anche in lingua italiana, pubblicato con il titolo "Ma non affondo" da Operaincerta editore.